# Syrische bruine beer
De Syrische bruine beer (Ursus arctos syriacus) is een ondersoort van de bruine beer. Met zijn lichtbruine vacht en zijn relatief kleine omvang onderscheidt hij zich duidelijk van de andere ondersoorten. De beer bereikt een gewicht van maximaal 500 kg. Zijn leefgebied strekt zich uit van de Kaukasus tot het Midden-Oosten en het westen van Turkije.
Door toenemende conflicten tussen de mens en beer neemt de populatie af, ondanks zijn naam is de beer inmiddels uitgestorven in Syrië. De Syrische bruine beer komt nog in redelijke aantallen voor in Rusland, Turkije, Azerbeidzjan, Armenië, Georgië, Turkmenistan, Iran en Irak.
Europese bruine beer (U. a. arctos) · Kamtsjatkabeer (U. a. beringianus) · Oost-Siberische bruine beer (U. a. collaris) · U. a. dalli · Gobibeer (U. a. gobiensis) · U. a. gyas · Grizzlybeer (U. a. horribilis) · Isabelbeer (U. a. isabellinus) · Oessoeribeer (U. a. lasiotus) · Marsicaanse bruine beer (U. a. marsicanus) · Kodiakbeer (U. a. middendorffi) · Tibetaanse blauwe beer (U. a. pruinosus) · U. a. pyrenaicus · U. a. sitkensis · U. a. stikeenensis · Syrische bruine beer (U. a. syriacus)